# Ponta Grossa
Ponta Grossa è un comune del Brasile nello Stato del Paraná, parte della mesoregione del Centro Oriental Paranaense e della microregione di Ponta Grossa.
È il secondo polo industriale del Paraná, superato solo da Curitiba, capitale dello Stato e città più grande. Ponta Grossa è conosciuta anche come Princesa dos Campos.

## Storia
Ponta Grossa venne fondata nel 1822 con la denominazione di "Freguesia Estrela". Nel 1855 venne elevata allo status di comune, separando il suo territorio da quello del comune di Castro, prendendo il nome di Ponta Grossa. La sua elevazione allo status di città avvenne il 24 marzo 1862.
Geografia

## Geografia fisica

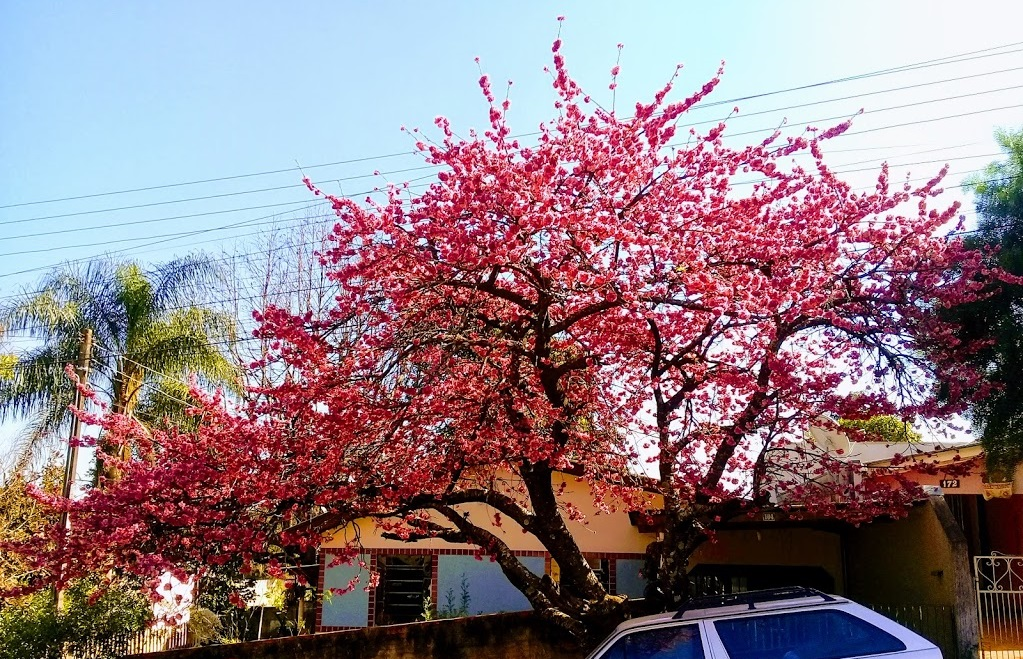
I ciliegi possono essere restituiti in un clima subtropicale, come mostrato dall'esempio di Ponta Grossa

### Idrografia
La città di Ponta Grossa è quasi completamente inserita nel bacino idrografico del fiume Tibagi che nasce nel suo territorio, e scorre verso nord dopo aver attraversato diversi comuni, prima di gettarsi nel fiume Paranapanema al confine con lo Stato di San Paolo. In questo bacino idrografico, nei pressi della città, sono presenti anche i fiumi Rio Verde, Rio São Jorge, Rio Botuquara e Rio Pitangui.

## Amministrazione

### Gemellaggi
- Leiria
- Guadalajara
- Asunción